# Cneorane apicicornis
Cneorane apicicornis es un coleóptero de la familia Chrysomelidae.
Fue descrita científicamente por primera vez en 1890 por Jacoby.